# كابتن تسوباسا جاي: غيت إن ذا تومورو
كابتن تسوباسا جاي: غيت إن ذا تومورو (بالإنجليزية: Captain Tsubasa J: Get In The Tomorrow)، هي لعبة فيديو رياضية، حركية، وسينمائية،، طورتها ونشرتها شركة بانداي، صدرت اللعبة فقط في اليابان بتاريخ 3 مايو 1995 حصرياً لنظام بلاي ستيشن، وهي إحدى ألعاب الفيديو التي تعرض شخصية وأنمي الكابتن ماجد. على عكس الأنمي، فإن لها نهاية حصرية بعد أن تلقى الأعضاء السبعة من منتخب اليابان (وهم تارو ميساكي "ياسين" وماكوتو سودا "حيان" وهيروشي جيتو "حسان" وشون نيتا "عمار" والتوأم تاتشيبانا "منير وأنور" وكوجيرو هيوغا "بسام") تدريبًا مناسبًا حتى يتمكنوا من التأهل لدخول عالم الشباب، ولديهم مباراة خاصة ضد فريق الأحلام (الذي يتكون من أشهر النجوم من مختلف البلدان والذي سبق أن واجههم ضد (إيطاليا والأرجنتين وألمانيا وتايلاند)). يمكن اللعب بها بطور جماعي أو فردي.

## مصدر
1. ↑  https://gamefaqs.gamespot.com/ps/562806-captain-tsubasa-j-get-in-the-tomorrow نسخة محفوظة 2020-10-10 على موقع واي باك مشين.
2. ↑  http://www.gamefaqs.com/ps/562806-captain-tsubasa-j-get-in-the-tomorrow/data نسخة محفوظة 2020-10-10 على موقع واي باك مشين.